# Råttkung
För Teenage Mutant Ninja Turtles-karaktären, se Råttkungen.

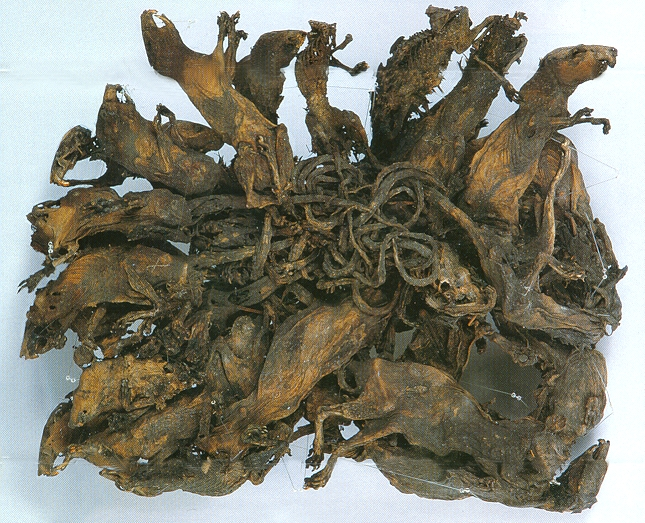
Råttkung från museet Mauritianum i Altenburg, Tyskland

Råttkung är ett zoologiskt fenomen som uppstår när en grupp råttor fått sina svansar hopsnärjda, detta genom att dessa fastnat i varandra på grund av till exempel blod, avfall eller avföring. Djuren fortsätter att växa tillsammans trots att de sitter samman i de ofta brutna svansarna.
En genomgång av fynd från runt om i världen visar att fenomenet förekommer där två speciella faktorer sammanfaller, kalla vintrar och förekomsten av svartråtta.
Fenomenet är framförallt associerat till Tyskland eftersom merparten av alla rapporterade fall kommer därifrån.
Råttkungar skall inte blandas samman med fenomenet siamesiska tvillingar, som kan uppstå inom många olika arter. Råttkungar skapas först efter födseln.  

## Fynd
Exemplar av förmodade råttkungar förvaras på en del museum. På museet Mauritanum i Altenburg visas den största välkända mumifierade råttkungen. Denna hittades 1828 i Buchheim i Heideland och består av 32 råttor. Råttkungar bevarade i alkohol visas även på museum i Hamburg, Hameln, Göttingen och Stuttgart. En råttkung som hittades på Nya Zeeland 1930, visas på Otagomuseet i Dunedin, bestod av unga svartråttor vilkas svansar var sammanbundna av hästhår. Relativt få fynd av råttkungar har gjorts, beroende på källa varierar rapporterade fall mellan 35 och 50 fynd.
I modern tid har endast sporadiska fynd gjorts, det senaste rapporterad kom från en estländsk bonde i landskapet Võrumaa 2005 och en annan, levande råttkung med 13 djur från Põlvamaa i oktober 2021.